# Gesang Weylas
Gesang Weylas ist ein Gedicht Eduard Mörikes, das ein fantastisches (kunst-)mythisches Land, Orplid, beschreibt und feiert. Der Titel des Gedichts bezieht sich auf die Schutzgöttin des Landes, Weyla.

## Entstehung
Der Ursprung des Gedichts Gesang Weylas (auch Gesang Weyla's) geht auf Eduard Mörikes studentische Freundschaft mit dem Dichter Ludwig Amandus Bauer zurück. Im Jahr 1825 erfanden die beiden eine fantastische Inselwelt, der sie den Namen ‚Orplid‘ verliehen, um dem stark reglementierten Tübinger Studentenalltag in eine literarische Traumwelt entfliehen zu können.  
Im gemeinsamen Austausch entstanden die Orplid-Geschichten, die in einer Reihe von Texten ihren literarischen Niederschlag fanden. Von Bauer stammten die Schauspiele Der heimliche Maluff und Orplids letzte Tage, Mörike schrieb ein ‚Schattenspiel‘ unter dem Titel Der letzte König von Orplid, das dem ersten Teil seines Romans Maler Nolten eingefügt ist.
Das Gedicht Gesang Weylas entstand 1831 im Rückblick auf die Zusammenarbeit mit dem Freund. Es steht wahrscheinlich mit der Entstehungsgeschichte des Romans Maler Nolten (1832) in Zusammenhang, wurde jedoch nicht mit in den Romantext aufgenommen, sondern später als eigenständiger Text zusammen mit anderen Gedichten (Eduard Mörike, Gedichte, Verlag der J.G. Cotta’schen Buchhandlung, Stuttgart und Tübingen, 1838) veröffentlicht.

## Gestalt und Inhalt
Das achtzeilige Gedicht besteht aus zwei Strophen, die aus kreuzgereimten Quartetten bestehen:
Du bist Orplid, mein Land!

Das ferne leuchtet;

Vom Meere dampfet dein besonnter Strand

Den Nebel, so der Götter Wange feuchtet.

Uralte Wasser steigen

Verjüngt um deine Hüften, Kind!

Vor deiner Gottheit beugen

Sich Könige, die deine Wärter sind.
Die Metrik des Gedichts ist vorwiegend jambisch; männliche und weibliche Kadenzen wechseln sich im Endreim ab, wobei die erste Zeile der ersten Strophe mit einer männlichen, die erste Zeile der zweiten Strophe mit einer weiblichen Kadenz beginnt. Die Klangfarbe der Vokale und Diphthonge unterstreicht den mythisch-archaischen Ton des Gedichts.
Die erste Gedichtzeile ist eine Incantation, eine poetische Anrufung des mysteriösen fernen Landes Orplid. Das Aufleuchten des Landes mag sich auf eine Sichtung des Landes beziehen, wie es im Ausguck eines Schiffes Gestalt annimmt; zugleich mag die ‚Ferne‘ metaphorisch für eine Tiefenschicht der Erinnerung, Einbildungskraft oder Sehnsucht stehen. Die beiden Schlusszeilen des ersten Quartetts umfassen eine eindringliche Naturbeschreibung des Seenebels am Strand und einen mythologischen Verweis auf Götter.
Das zweite Quartett beginnt gleichfalls mit einem mit Ausrufezeichen schließenden Anruf, diesmal an ein ‚Kind‘ gerichtet. Wobei dieses Kind auch als Synonym für den Ort bzw. das Wunschbild Orplid stehen kann. Das Kind wird mit einem adjektivischen Paradoxon beschrieben: uralte Wasser steigen verjüngt um seine Hüften. Auch die zweite Strophe enthält einen religiösen Verweis: das Land bzw. das Kind sind göttlich, Könige sind seine Wärter.
Das Gedicht ruft eine Reihe von menschlichen Archetypen auf: das Kind, die Götter und Könige, die nicht näher charakterisiert werden. Auch naturhafte, urförmige Gegensätze und Entwicklungsstufen, die sich ergänzen oder vermischen, finden sich in den Versen: Land und Meer; Licht, Luft und Wasser; Jugend und Gegenwart (‚Kind‘) sowie Archaik.
Die personale Sprecherfigur des Gedichts („Du bist … mein Land“) ist nicht näher bestimmt, wurde aber in der Literaturgeschichte immer wieder mit dem Autor Mörike in Zusammenhang gebracht. Ob die Gedichtstimme die Insel und Weyla aus eigener Erfahrung oder nur aus Berichten kennt, bleibt offen, in jedem Fall verfügt sie über eine tiefe Einsicht der Natur und Religion der Insel. Der Gedichttitel lässt auch die Lesart zu, dass Weyla und die Sprecherstimme identisch sind – alternativ kann der Titel Weylas Gesang auch als ein Preisgedicht an oder auf Weyla verstanden werden. In ersterer Lesart wäre Weyla zum Zeitpunkt der Proklamation nicht mehr auf der Insel, die ja ‚von ferne‘ leuchtet, Weyla wäre dann geographisch und/oder zeitlich entfernt, eventuell im Zustand eines (inneren) Exils.

## Kontexte, Interpretationen
Der Name ‚Orplid‘ ist ein Neologismus für eine literarische Fiktion; die Insel und ihr Name als geographische Bezeichnung existieren in der Wirklichkeit nicht. Als Traum- und Sehnsuchtsort, aber auch als ein erwünschtes politisches, kulturelles und gesellschaftliches Gegenbild zur realen Wirklichkeit steht Orplid in einem langen Diskurs von fiktional-idealisierten insularen Orten wie Atlantis, Thule und Utopia.
Orplid kann zudem als Intertext verstanden werden, u. a. zu Daniel Defoes zivilisationskritischem Roman Robinson Crusoe (1719) und Johann Gottfried Schnabels zwischen 1731 und 1743 erschienenem vierbändigen Abenteuer- und utopischen Gesellschaftsroman Die Insel Felsenburg.
Berichte über die Entdeckungsreisen Captain Cooks im Südpazifik, event. vermittelt über die deutschsprachigen Veröffentlichungen seines Reisegefährten Georg Forster, kommen als weitere Intertexte in Frage, insbesondere ihre Schilderungen Tahitis (Otaheitis) und Neuseelands.
Mörike selbst sagte über die Entstehung der Orplid-Erzählungen im Maler Nolten:

„Wir erfanden für unsere Dichtung einen außerhalb der bekannten Welt gelegenen Boden, eine abgeschlossene Insel, worauf ein kräftiges Heldenvolk, doch in verschiedene Stämme, Grenzen und Charakterabstufungen geteilt, aber mit so ziemlich gleichförmiger Religion, gewohnt haben soll. Die Insel hieß Orplid, und ihre Lage dachte man sich in dem Stillen Ozean zwischen Neuseeland und Südamerika. Orplid hieß vorzugsweise die Stadt des bedeutendsten Königreichs: sie soll von göttlicher Gründung gewesen sein und die Göttin Weyla, von welcher auch der Hauptfluß des Eilands den Namen hatte, war ihre besondere Beschützerin.“

Im Gedicht sowie im ‚Schattenspiel‘ des Maler Nolten Romans finden sich Passagen, die an spätaufklärerische und romantische Konzeptionen des ‚Schönen Wilden‘ anknüpfen. Mörike sprach davon, dass „unsere Götterlehre hie und da an die griechische [streifte]“. Für einen schwäbischen Theologen im Biedermeier war die lyrische, zeitlich und räumlich weit entrückte Phantasieinsel eine Möglichkeit, ohne kirchliche Sanktionen alternative Anthropologien und Theologien zu erproben.
Moderne Interpretationen changieren zwischen einer Betonung von Aspekten eines idealen utopischen Prototys, des Eskapismus und einer universellen Dimension hinsichtlich der Beschwörung einer paradiesartigen Idealwelt.

## Künstlerische Rezeptionen, Kulturelle Bezüge
Der Lyriker Gottfried Benn spielte in seinem Gedicht Nur noch flüchtig alles’ aus dem Band Aprèslude (1955) auf den im Gedicht skizzierten Orplid-Mythos an. Ein Gedicht des deutsch-neuseeländischen Dichters Norman Franke Sichtung der Insel Utopia im Südpazifik (2020) nimmt ebenfalls auf Mörikes Gedicht der Phantasieinsel Bezug.
Verschiedene Komponisten wurden von Mörikes Orplid Gedicht inspiriert, so Mörikes Zeitgenosse Karl Emil Kauffmann und Hugo Wolf. In Hugo Wolfs Zyklus der Mörike-Lieder (1888) vertonte der Komponist Weylas Gesang für eine Singstimme mit Harfenbegleitung als opus 46.
Die Opernsängerin Lotte Lehmann nannte ihr Haus im kalifornischen Santa Barbara nach der Wolf-Vertonung des Gedichts Orplid.
Das Wohnhochhaus des Architekten Hans Scharoun in Böblingen wird Orplid-Hochhaus genannt.
Eine Anthologie von Mörike-Texten, die vom ehemaligen Direktor des Deutschen Literaturarchivs in Marbach am Neckar, Bernhard Zeller, herausgegeben wurde, nimmt im Titel die ersten Zeilen aus Weylas Gesang auf: Du bist Orplid, mein Land! Das ferne leuchtet. Gedichte, Prosa, Briefe. Hrsg. und Nachwort Bernhard Zeller. Insel, Frankfurt & Leipzig 2004, ISBN 3-458-17224-6.
Ein neuseeländischer Lyrik-Verlag trägt den Namen Orplid Publishing.